# Via Metropolitana
A Via Metropolitana visa interligar os principais municípios da Região Metropolitana de Natal: Natal, Parnamirim, São Gonçalo do Amarante e Macaíba. Mais do que uma simples via, ela deve abrir um caminho alternativo entre os principais módulos de exportação do Rio Grande do Norte, o porto de Natal, o aeroporto Augusto Severo e principalmente o Aeroporto Internacional da Grande Natal, isso porque sem essa conexão, que irá se ligar a BR-406 e a BR-304 (que liga Natal a Mossoró e o estado do Ceará) o novo aeroporto não se viabiliza, já que uma das funções primordiais do novo aeroporto é ser um terminal de cargas.